# Clavatorella
Clavatorella es un género de foraminífero planctónico considerado un sinónimo posterior de Protentella de la familia Catapsydracidae, de la superfamilia Globorotalioidea, del suborden Globigerinina y del orden Globigerinida. Su especie tipo era Hastigerinella bermudezi. Su rango cronoestratigráfico abarcaba desde el Langhiense (Mioceno medio) hasta el Zancliense (Plioceno inferior).

## Descripción
Clavatorella incluía especies con conchas trocoespiraladas, de forma estrellada; sus cámaras eran inicialmente globulares y finalmente alargadas radialmente o claviformes; sus suturas intercamerales eran incididas; su contorno ecuatorial era fuertemente lobulado; su periferia era redondeada; su ombligo era amplio y somero; su abertura principal era interiomarginal, umbilical-extraumbilical, con forma de ranura asimétrica y protegida por un pórtico; los pórticos de la aberturas de las cámaras precedentes se unen en el área umbilical; presentaban pared calcítica hialina, perforada con poros en copa y superficie reticulada y espinosa.

## Discusión
Clasificaciones posteriores incluirían Clavatorella en la familia Globorotaliidae. Clavatorella fue propuesto como un subgénero de Protentella, es decir, Protentella (Clavatorella).

## Paleoecología
Clavatorella incluía foraminíferos con un modo de vida planctónico, de distribución latitudinal tropical a templada, preferentemente tropical, y habitantes pelágicos de aguas intermedias e profundas (medio mesopelágico a batipelágico superior).

## Clasificación
Clavatorella incluía a las siguientes especies:
- Clavatorella bermudezi †
- Clavatorella nicobarensis †, considerado como Protentella nicobarensis †
- Clavatorella oveyt †
- Clavatorella paleocenica †
- Clavatorella prolata †
- Clavatorella salumensis †
- Clavatorella sturanii †